# Eurovision Song Contest 1988
Il trentatreesimo Gran Premio Eurovisione della Canzone si tenne a Dublino (Irlanda) il 30 aprile 1988.

## Storia
L'assenza di Cipro portò il numero di partecipanti al concorso del 1988 a 21. La canzone cipriota, infatti, infranse le regole del concorso, non essendo originale ma già pubblicata precedentemente e, quindi, l'isola fu costretta a ritirarsi.
Uno dei maggiori cambiamenti si ebbe nelle regole riguardanti le giurie nazionali. Il numero di giurati per ogni nazione fu aumentato a sedici, di cui otto uomini e otto donne. Fra questi, quattro membri dovevano avere fra i 15 e i 25 anni, quattro fra i 26 e i 35, quattro fra i 36 e i 45 e quattro fra i 46 e i 60 e oltre. Non furono ammessi nelle giurie compositori professionisti, editori musicali, produttori di dischi, musicisti professionisti, cantanti e qualunque persona facente parte del mondo della musica, membri dello staff delle organizzazioni partecipanti o persone del mondo dello spettacolo in genere. Ogni membro della giuria nazionale poteva dare un voto da 1 a 10 per ognuna delle canzoni. L'annuncio dei risultati in TV rimase lo stesso.
Il “Gran Premio dell'Eurovisione” fu vinto dalla Svizzera, rappresentata da Céline Dion con il brano Ne partez pas sans moi. Altri importanti artisti di quell'anno furono Lara Fabian per il Lussemburgo, che con il brano Croire si classificò al quarto posto, e Gerard Lenorman, decimo con Chanteur de charme, per la Francia. L'Italia fu rappresentata da Luca Barbarossa; il brano Ti scrivo si piazzò al dodicesimo posto.

## Stati partecipanti

Stati partecipanti
Paesi che hanno partecipato in passato ma non nel 1988

Stati partecipanti
     Paesi che hanno partecipato in passato ma non nel 1988
| Stato                   | Artista              | Brano                                  | Lingua     | Processo di selezione                                                                    |
| ----------------------- | -------------------- | -------------------------------------- | ---------- | ---------------------------------------------------------------------------------------- |
| Austria                 | Wilfried             | Lisa Mona Lisa                         | Tedesco    | Interno                                                                                  |
| Belgio                  | Reynaert             | Laissez briller le soleil              | Francese   | Eurosong 1988, 14 marzo 1988                                                             |
| Danimarca               | Hot Eyes             | Ka' du se hva' jeg sa'?                | Danese     | Dansk Melodi Grand Prix 1988, 27 febbraio 1988                                           |
| Finlandia               | Boulevard            | Nauravat silmät muistetaan             | Finlandese | Euroviisukarsinta 1988, 13 febbraio 1988                                                 |
| Francia                 | Gérard Lenorman      | Chanteur de charme                     | Francese   | Interno                                                                                  |
| Germania Ovest          | Maxi & Chris Garden  | Lied für einen Freund                  | Tedesco    | Ein Lied für Dublin, 31 marzo 1988                                                       |
| Grecia                  | Afroditi Frida       | Clown                                  | Greco      | Ellinikós Telikós 1988                                                                   |
| Irlanda (organizzatore) | Jump the Gun         | Take Him Home                          | Inglese    | Eurosong 1988, 6 marzo 1988                                                              |
| Islanda                 | Beathoven            | Þú og þeir                             | Islandese  | Söngvakeppni Sjónvarpsins 1988                                                           |
| Israele                 | Yardena Arazi        | Ben Adam                               | Ebraico    | Kdam Eurovision 1988                                                                     |
| Italia                  | Luca Barbarossa      | Vivo (Ti scrivo)                       | Italiano   | Festival di Sanremo 1988 per l'artista, 27 febbraio 1988; scelta interna per il brano    |
| Jugoslavia              | Srebrna krila        | Mangup                                 | Croato     | Jugovizija 1988, 12 marzo 1988                                                           |
| Lussemburgo             | Lara Fabian          | Croire                                 | Francese   | Interno                                                                                  |
| Norvegia                | Karoline Krüger      | For vår jord                           | Norvegese  | Melodi Grand Prix 1988, 26 marzo 1988                                                    |
| Paesi Bassi             | Gerard Joling        | Shangri-La                             | Olandese   | Selezione interna per l'artista; Nationaal Songfestival 1988 per il brano, 23 marzo 1988 |
| Portogallo              | Dora                 | Voltarei                               | Portoghese | Festival da Canção 1988, 7 marzo 1988                                                    |
| Regno Unito             | Scott Fitzgerald     | Go                                     | Inglese    | A Song For Europe 1988, 25 marzo 1988                                                    |
| Spagna                  | La Década Prodigiosa | La chica que yo quiero (Made in Spain) | Spagnolo   | Interno                                                                                  |
| Svezia                  | Tommy Körberg        | Stad i ljus                            | Svedese    | Melodifestivalen 1988, 27 febbraio 1988                                                  |
| Svizzera                | Céline Dion          | Ne partez pas sans moi                 | Francese   | Concours Eurovision 1988, 6 febbraio 1988                                                |
| Turchia                 | MFÖ                  | Sufi                                   | Turco      | Finale nazionale, 13 febbraio 1988                                                       |

### Artisti ritornanti
- Tommy Körberg (Svezia 1969)
- Boulevard (Finlandia 1987 - insieme a Vicky Rosti)
- MFÖ (Turchia 1985)
- Yardena Arazi (Israele 1976 - come una parte del gruppo "Chocolate Menta Mistik", la presentatrice nel 1979)
- Hot Eyes (Danimarca 1984, Danimarca 1985)
- Dora (Portogallo 1986)

## Struttura di voto
Ogni paese premia con dodici, dieci, otto e dal sette all'uno, punti per le proprie dieci canzoni preferite.

## Orchestra
Diretta dai maestri: Haris Andreadis (Grecia), Anders Berglund (Svezia), José Calvário (Portogallo), Javier de Juan (Spagna), Régis Dupré (Lussemburgo), Ronnie Hazlehurst (Regno Unito), Nikica Kalogjera (Jugoslavia), Noel Kelehan (Irlanda), Henrik Krogsgård (Danimarca), Guy Matteoni (Francia), Harald Neuwirth (Austria), Ossi Runne (Finlandia), Atilla Sereftug (Svizzera), Eldad Shrim (Israele), Arild Stav (Norvegia), Michael Thatcher (Germania), Harry Van Hoof (Paesi Bassi), Dany Willem (Belgio) e Turhan Yükseler (Turchia). Le canzoni islandesi e italiane non hanno usato l'accompagnamento orchestrale.

## Classifica
| N° | Stato          | Cantante             | Canzone                                | Punti | Posizione |
| -- | -------------- | -------------------- | -------------------------------------- | ----- | --------- |
| 01 | Islanda        | Beathoven            | Þú og þeir (Sókrates)                  | 20    | 16        |
| 02 | Svezia         | Tommy Körberg        | Stad i ljus                            | 52    | 12        |
| 03 | Finlandia      | Boulevard            | Nauravat silmät muistetaan             | 3     | 20        |
| 04 | Regno Unito    | Scott Fitzgerald     | Go                                     | 136   | 2         |
| 05 | Turchia        | MFÖ                  | Sufı                                   | 37    | 15        |
| 06 | Spagna         | La Década Prodigiosa | La chica que yo quiero (Made in Spain) | 58    | 11        |
| 07 | Paesi Bassi    | Gerard Joling        | Shangri-la                             | 70    | 9         |
| 08 | Israele        | Yardena Arazi        | Ben 'adam                              | 85    | 7         |
| 09 | Svizzera       | Céline Dion          | Ne partez pas sans moi                 | 137   | 1         |
| 10 | Irlanda        | Jump the Gun         | Take Him Home                          | 79    | 8         |
| 11 | Germania Ovest | Maxi & Chris Garden  | Lied für einen Freund                  | 48    | 14        |
| 12 | Austria        | Wilfried             | Lisa, Mona Lisa                        | 0     | 21        |
| 13 | Danimarca      | Hot Eyes             | Ka' du se hva' jeg sa'?                | 92    | 3         |
| 14 | Grecia         | Afroditi Frida       | Klóoun                                 | 10    | 17        |
| 15 | Norvegia       | Karoline Krüger      | For vår jord                           | 88    | 5         |
| 16 | Belgio         | Reynaert             | Laissez briller le soleil              | 5     | 18        |
| 17 | Lussemburgo    | Lara Fabian          | Croire                                 | 90    | 4         |
| 18 | Italia         | Luca Barbarossa      | Ti scrivo (Vivo)                       | 52    | 12        |
| 19 | Francia        | Gérard Lenorman      | Chanteur de charme                     | 64    | 10        |
| 20 | Portogallo     | Dora                 | Voltarei                               | 5     | 18        |
| 21 | Jugoslavia     | Srebrna Krila        | Mangup                                 | 87    | 6         |

12 punti
| N. | A           | Da                            |
| -- | ----------- | ----------------------------- |
| 3  | Danimarca   | Austria, Francia, Paesi Bassi |
| 3  | Lussemburgo | Finlandia, Irlanda, Svizzera  |
| 3  | Svizzera    | Germania, Portogallo, Svezia  |
| 3  | Regno Unito | Belgio, Italia, Turchia       |
| 3  | Jugoslavia  | Danimarca, Islanda, Israele   |
| 2  | Paesi Bassi | Grecia, Lussemburgo           |
| 1  | Francia     | Jugoslavia                    |
| 1  | Irlanda     | Spagna                        |
| 1  | Norvegia    | Regno Unito                   |
| 1  | Svezia      | Norvegia                      |